# Jan Dantyszek

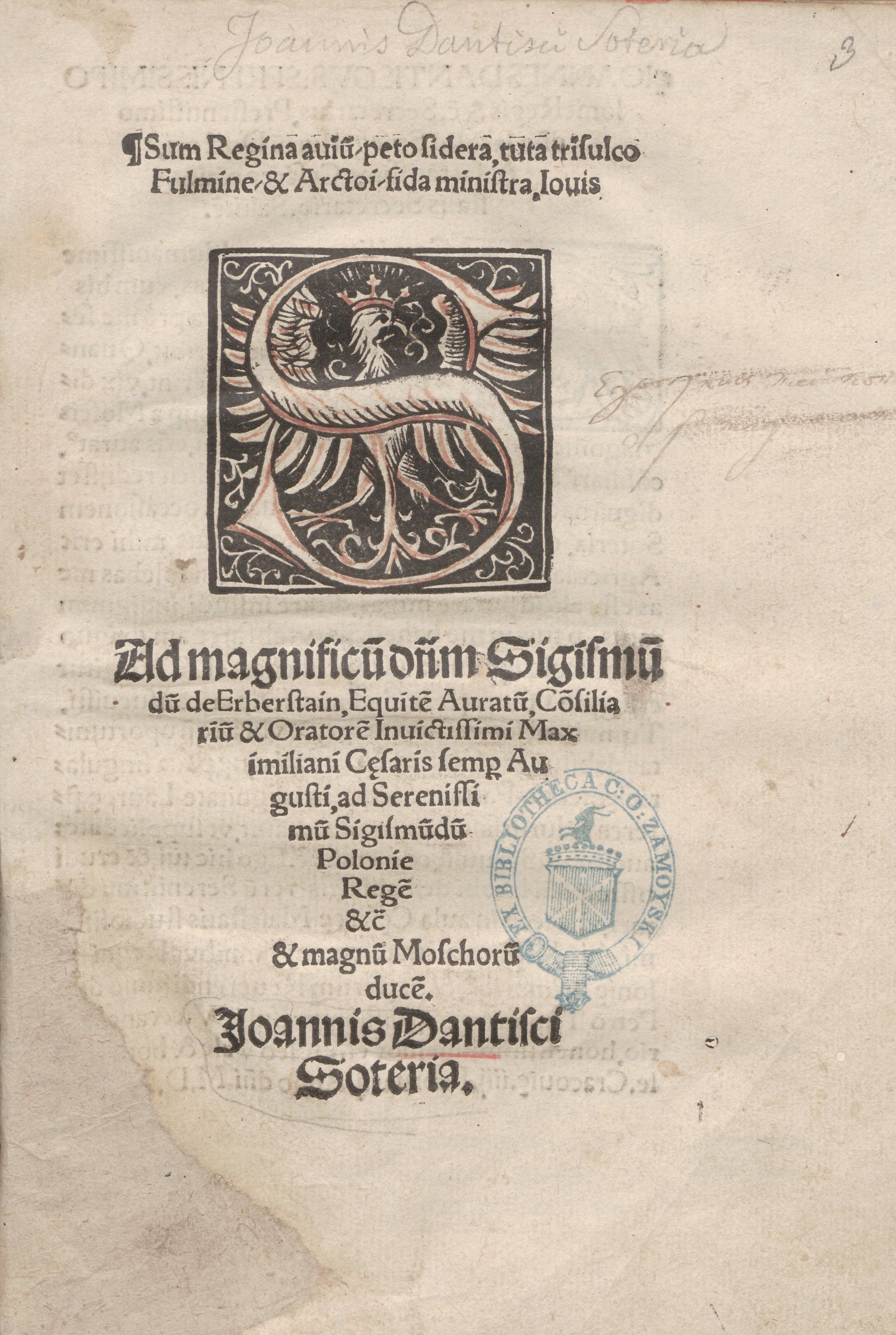
Ad magnificum dominum Sigismundum de Erberstain, 1518

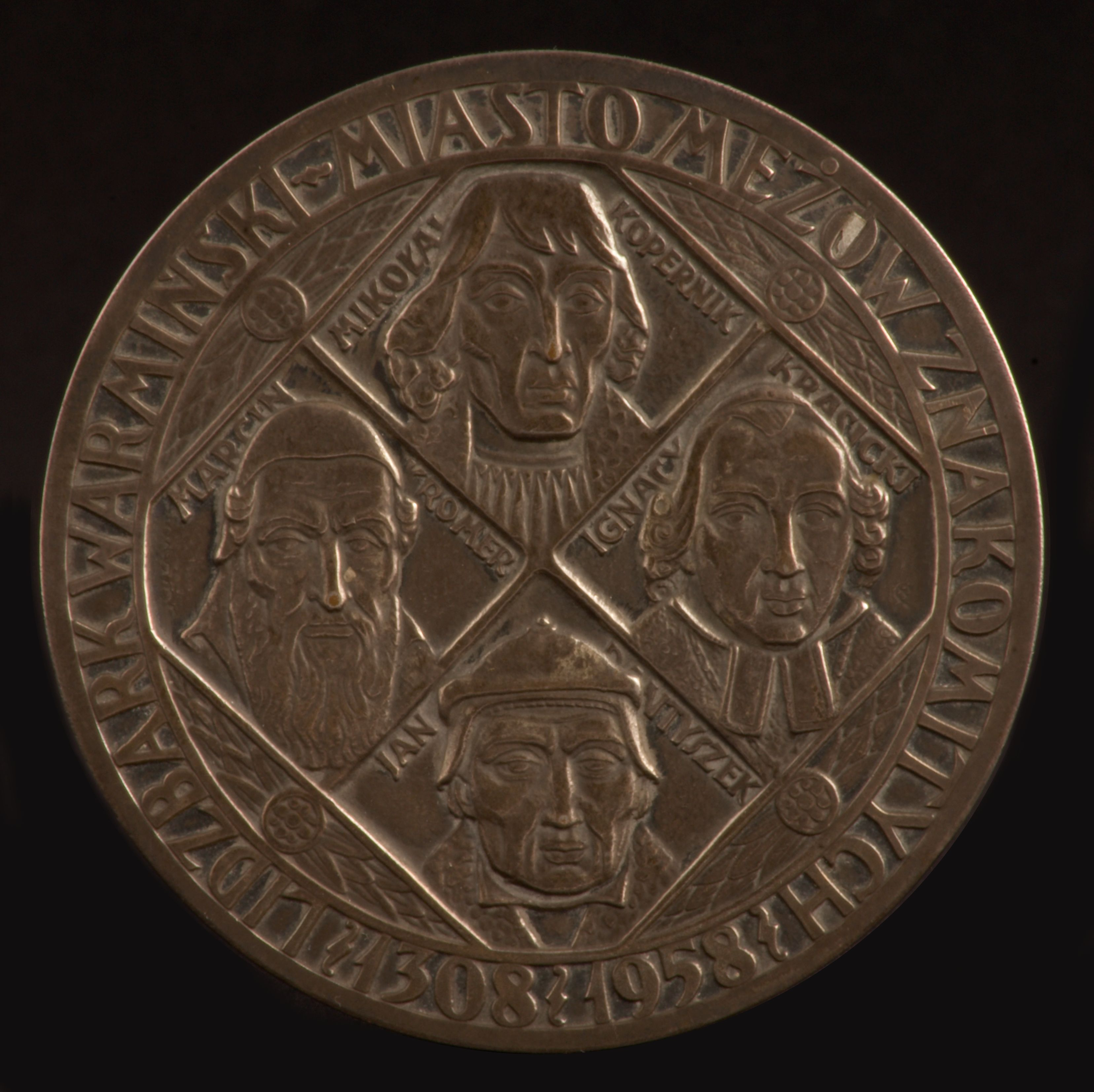
Medal Lidzbark Warmiński – miasto mężów znakomitych z wizerunkiem m.in. Jana Dantyszka (proj. J. Gosławski, 1958)

Jan Dantyszek herbu Dantyszek (łac. Dantiscus, Dantiscus de Curiis), właściwie Johann(es) von Hoefen, przydomki: Flachsbinder, Linodesmon (ur. 1 listopada 1485 w Gdańsku, zm. 28 października 1548 w Lidzbarku Warmińskim) – polski duchowny katolicki, literat, dyplomata i podróżnik. Biskup chełmiński rezydujący w Lubawie (od 1530), warmiński (1537), poeta polsko-łaciński okresu renesansu, sekretarz królewski, pisał miłosne elegie. Najbardziej znany utwór Dantyszka to metafizyczny Nagrobek sobie samemu. Pierwszy ambasador w historii dyplomacji polskiej, sekretarz królewski Zygmunta I Starego od 1516 roku.

## Życiorys
Urodził się jako najstarszy z licznego potomstwa Jana i Katarzyny z Schultzów w dniu 1 listopada 1485 r. w Gdańsku, skąd wywodzone jest jego nazwisko herbowe (łac. Dantiscus – Dantyszek). Jego rodzina od dawna zamieszkiwała w Prusach; była pochodzenia niemieckiego, według własnej – dziś kwestionowanej – legendy ze szlacheckimi korzeniami. Do Gdańska przeprowadził się jego dziad, który straciwszy uprzednio majątek, musiał utrzymywać się z powroźnictwa – stąd przydomek jego potomków „Flachsbinder”, względnie „Linodesmon”. Jego ojciec jako piwowar i kupiec zdołał dorobić się znacznej fortuny.
Po ukończeniu szkoły parafialnej w Grudziądzu, w 1499 r. młody Jan podjął studia na uniwersytecie w Greifswaldzie, skąd rok później przeniósł się na uniwersytet krakowski. Studia jednak przerwał, decydując się na służbę w charakterze pomocnika pisarza u króla Jana Olbrachta. W 1501 r. przeszedł na służbę do kanclerza Jana Łaskiego, z którym w 1502 r. uczestniczył w wyprawie przeciwko Wołochom i Tatarom. W 1503 r. powrócił na dwór monarszy Aleksandra Jagiellończyka zostając pisarzem królewskim. Jan Dantyszek był członkiem „towarzystwa ożralców i opilców”.
W latach 1504–1505 reprezentował dwór królewski na zjazdach stanów Prus Królewskich. Następnie odbył długą podróż – pierwotnie w celu podjęcia ostatecznie nierozpoczętych studiów – po Europie i Azji Mniejszej (Italia, Ziemia Święta, Francja), podczas której nabrał ogłady i podszlifował znajomość języków obcych. Następnie powrócił do Prus, gdzie aż do 1513 r. kontynuował pracę na rzecz dworu królewskiego Zygmunta Starego. Z panowaniem tego władcy związała się cała kariera dyplomatyczna Dantyszka. W Prusach realizował on jego politykę zwiększania kontroli nad tymi terenami i zmniejszania roli Gdańska.
W 1515 r. był członkiem orszaku królewskiego podczas zjazdu wiedeńskiego. Uczestnictwo w spotkaniu na szczycie trzech monarchów – Zygmunta I Starego, Władysława II Jagiellończyka i Maksymiliana I Habsburga oznaczało dla młodego dyplomaty wielki zaszczyt, ale i świadczyło o jego dużym już prestiżu. Po zakończeniu zjazdu pozostał on do 1517 r. jako poseł króla polskiego przy cesarzu, przy okazji kilkukrotnie posłując też w imieniu Korony w Republice Weneckiej. W 1518 r. był posłem w Hiszpanii.
W latach 1518–1519 w imieniu Zygmunta I prowadził działania na rzecz przejęcia przez teściową królewską Izabelę Aragońską majątku zmarłej Joanny IV – jedną z konsekwencji tej skomplikowanej procedury było przejęcie części posagu Bony Sforzy. Po powrocie z misji zdołał wziąć jeszcze udział w ostatniej w historii wojnie polsko-krzyżackiej. W latach 1522–1523 odbył wielką podróż dyplomatyczną po Europie, wizytując m.in. króla Anglii Henryka VIII i Tomasza Morusa, a potem cesarza, z którym omawiał m.in. kwestię egzekwowania postanowień II pokoju toruńskiego. W czasie swoich podróży zetknął się z Marcinem Lutrem i poznał z Filipem Melanchtonem.
W roku 1524 Jan Dantyszek rozpoczął zakończoną sukcesem misję dyplomatyczną, podczas której zajął w imieniu królowej Bony majątek i księstwo Bari po zmarłej Izabelli Aragońskiej. Następnie powrócił do roli posła króla przy cesarzu Karolu V. 13 marca 1525 r. Zygmunt Stary docenił jego dokonania, podnosząc go do rangi stałego ambasadora polskiego na dworze cesarskim. Był to pierwszy taki tytuł w historii Polski. Godność tę sprawował przez siedem kolejnych lat, finalizując z powodzeniem m.in. wszystkie formalności związane z przejęciem spadku po Izabelli, czy broniąc polskiej racji stanu w kwestii pruskiej. Podczas służby wyróżniał się wysoką skutecznością, spowodowaną znakomitym przyswojeniem reguł panujących na dworze oraz zdobywaniem informacji drogą znajomości prywatnych, czy przez przekupstwo. Był też jednym z pierwszych Polaków stosujących szyfry w korespondencji dyplomatycznej. Z placówki odwołany został na własną – od dłuższego czasu artykułowaną – prośbę, po krótkim rekonesansie dyplomatycznym powracając w 1532 r. do Polski.
Wróciwszy do Polski, skupił się na działalności duszpasterskiej. Do jego obowiązków należała przede wszystkim walka z szerzącym się protestantyzmem (sam był zwolennikiem reformacji katolickiej, ale według koncepcji Erazma z Rotterdamu). Dotąd przez cały czas pełnił obowiązki proboszcza gdańskiej parafii mariackiej, a później od 1530 r. biskupa chełmińskiego i od 1537 r. biskupa warmińskiego. Do zadań dyplomatycznych powrócił już tylko incydentalnie, uczestnicząc w poselstwie do króla Ferdynanda I Habsburga we Wrocławiu, gdzie negocjowano kontrakt małżeński Zygmunta Augusta i arcyksiężnej Elżbiety.
Jako biskup prowadził również intensywną działalność na polu kulturalnym – był mecenasem sztuki, fundował studia zagraniczne miejscowej młodzieży. Był humanistą o szerokich kontaktach europejskich, korespondował m.in. z Erazmem z Rotterdamu i Georgiusem Sabinusem. Przebywając w Wittenberdze spotkał się również z Marcinem Lutrem. Był przyjacielem Hernána Cortésa. Otrzymał laur poetycki od cesarza Maksymiliana I. Najbardziej znany utwór Dantyszka to metafizyczny Nagrobek sobie samemu. Cesarz nadał mu też m.in. tytuł doktora obojga praw, zaś jego następca Karol V wybił medal na jego cześć. Z nominacji cesarskiej otrzymał też hiszpańskie szlachectwo.
Zmarł 27 października 1548 roku w Lidzbarku Warmińskim, a pochowano go we Fromborku.
Jego wnukiem był Hieronim Gracjan.
Jest patronem ulic w Gdańsku-Aniołkach, Gdyni-Leszczynkach, Warszawie-Ochocie (Kolonia Staszica), Lidzbarku Warmińskim, Krakowie-Mistrzejowicach (Osiedle Złotego Wieku), Pruszczu Gdańskim, Zielonej Górze, Wąbrzeźnie oraz tramwaju Pesa Swing 120NaG SWING Gdańskich Autobusów i Tramwajów o numerze bocznym 1024 i dzwonu dis4 carillonu Ratusza Głównego Miasta w Gdańsku.

## Twórczość

### Ważniejsze utwory
- De virtutis et fortunate differentia somnium, Kraków 1510, drukarnia J. Haller
- Epithalamium in nuptiis... Sigismundi... ac Barbarae, Kraków 1512, drukarnia J. Haller, przedr. Acta Tomiciana, t. 2, 1852, s. 30-38; przekł. polski J. Harhala, przedr. M. Plezia: „Najstarsza poezja polsko-łacińska (do połowy XVI wieku)”, Wrocław 1952, Biblioteka Narodowa seria I, poz. 141
- In laudem Pauli Crosnensis Rutheni, wyd. w: Paweł z Krosna Epithalamion... Sigismundi regis Poloniae nobilissimaeque Barbarae, Kraków 1512
- Carmen extemporarium de victoria insigni ex Moschis, Kraków 1514, drukarnia F. Ungler
- De profectione Sigismundi I in Hungariam, wyd. w diariuszu R. Bartolina z Perugii pt. Odeporicon id est itinerarium..., Wiedeń 1515, drukarnia H. Wietor (wyd. osobne, Kraków 1516, drukarnia F. Ungler)
- Elegia amatoria (tzw. elegia „Ad Grinaeam”), powst. 1517, wyd. Kraków 1518, drukarnia J. Haller (przekł. polski: L. Siemieński Czas. Dodatek Miesięczny, 1857, t. 7, s. 721-725)
- Ad Magnificum Dominum Sigismundum de Erberstain... soteria, Kraków 1518, drukarnia J. Haller
- Epithalamium reginae Bonae, powst. prawdopodobnie 1518, rękopis Biblioteka Czartoryskich, nr 33, s. 407-426
- Nostrorum temporum calamitatibus silva, Bononia 1530, drukarnia J. B. Phaelius (wyd. nast.: Kraków 1530, Kolonia 1530, Antwerpia 1530), wyd. Z. Celichowski, Poznań 1902
- Victoria Sereniss. Poloniae Regis contra voyevodam Muldaviae... 22 Augusti parta 1531, Lowanium 1531, przedr. w zbiorach, zob. Estr. XV, 38 (przekł. francuski: Paryż 1531)
- In eandem paraphrasim epigramma (wiersz na parafrazę psalmów J. Campensisa), wyd. w: J. Campensis „Psalmorum omnium... paraphrastica interpretatio”, Kraków 1532, drukarnia F. Ungler, przedr. we wszystkich wydaniach Psalmów (z wyd. lyońskiego 1534 przedr.: F. Hipler „Beiträge zur Geschichte der Renaissance und des Humanismus”, Zeitschrift f. Geschichte u. Altertumskunde Ermlands, t. 9 [1891] i odb. Braniewo 1890)
- Jonas propheta de interitu civitatis Gedanensis, powst. 1535, wyd. według F. Hiplera 1538; wznow. pt. Praedictio ruinae Gedanei, dod. do: Tomasz Samostrzelicki Oratio ad Gedanenses, Poznań 1577; przedr.: J. Łasicki w: Clades Dantiscanorum, Poznań 1577 (przekł. polski: Hiacynt Przetocki, wyd. wraz z oryginałem pt. Gdański prorok..., Kraków 1649)
- Carmen de Judaeis, powst. ok. 1535-1536, wyd. S. Sleskowski w książce Odkrycie zdrad, złośliwych ceremonii... żydowskich, Braniewo 1621 (przeróbka polska z drugiej połowy XVIII wieku, wyd. w książce Błędy talmudowe, Lwów 1773 – 2 edycje)
- Epitaphia... Petro Tomicio, episcopo cracoviensi, Kraków 1537 lub 1538, drukarnia M. Szarffenberg, przedr. S. Starowolski Scriptorum Polonicorum Hekatontas, Frankfurt 1625, s. 24 (wyd. 2 Wenecja 1627, wyd. 3 Frankfurt 1644, wyd. 4 Wrocław 1734)
- Carmen paraeneticum... ad ingenuum adoloscentem Constantem Alliopagum, Kraków 1539, drukarnia H. Wietor, wyd. S. Hozjusz (bez wiedzy Dantyszka), wznow.: L. Ciliński w książce Krótki rys życia i działalności literackiej J. Dantyszka, Stanisławów 1910
- Hymni aliquot ecclesiastici, Kraków 1548, drukarnia H. Wietor, przekł. polski: J. Harhala pt. „Księga hymnów”, wyd. R. Ganszyniec, Lwów 1934, Zbiór Pisarzy Polsko-łacińskich, t. 6
- Vita Joannis de Curiis Dantisci, z autografu wyd. J. E. Schmied (D. F. Rhete?), Gdańsk 1693, przedr. pt. „...vita quam ipse paulo ante mortem hoc carmine posteris reliquit”, Preussische Lieferung, t. 1, Lipsk 1775, s. 705-715
- drobniejsze utwory Dantyszka oraz wiadomości o utworach zaginionych: S. Skimina „Twórczość poetycka J. Dantyszka”, Rozpr. PAU Wydz. Filol., t. 68 (1948)
- pojedyncze utwory przeł. E. Jędrkiewicz, wyd. A. Jelicz Antologia poezji polsko-łacinskiej 1470-1543, Warszawa 1956
- rzekomy utwór Dantyszka „Congressus trium regum”, Wiedeń 1515 – nigdy nie istniał
- przypisywane zazwyczaj Dantyszkowi wiersze „Encomium vini et encomium ceruisiae”, Kraków 1532, drukarnia H. Wietor – prawdopodobnie nie są jego utworami

### Wydania zbiorowe
- Poemata et hymni e Bibliotheca Zalusciana, wyd. J. B. Boehme, Wrocław 1764, drukarnia Breitkopf w Lipsku (poszczególne wiersze przełożył W. Syrkomla Przekłady poetów polsko-łacińskich, Wilno 1851)
- Analecta carminum, wyd. Gerlach, Braniewo 1841
- Des ermländischen Bischofs J. Dantiscus und seines Freundes N. Kopernicus geistliche Gedichte, wyd. i przeł. na jęz. niemiecki: F. Hipler, Münster 1857 (zawiera: Carmen paraeneticum... ad ingenuum adoloscentem Constantem Alliopagum i Hymni aliquot ecclesiastici oraz 4 mniej znane wiersze)
- Utwory poetyckie, tłum. J. Harhala, wyd. R. Ganszyniec, Lwów 1938, Zbiór Pisarzy Polsko-łacińskich, t. 7
- Carmina, wyd. S. Skimina, Kraków 1950, Corpus Antiquissimorum Poetarum Poloniae Latinorum, t. 7

### Listy i materiały
- Listy do J. Vadiana: 17 października 1518, 1 października 1521; wyd. w Die Vadianische Briegsammlung..., t. 2 (1894), s. 392-393; t. 6, s. 11-12
- List do Rady Miasta Gdańska, Kraków, 8 czerwca 1520 (tekst pol.) oraz odpowiedź Zygmunta Starego, 20 kwietnia 1521 (tekst pol.), ogł. H. Dunajewski „Mikołaj Kopernik. Studia nad myślą społeczno-ekonomiczną i działalnością gospodarczą”, Warszawa 1957, PAN Zakład Nauk Ekonomicznych. Aneksy historyczno-źródłowe nr 13, s. 427-429
- Listy i pisma dyplomatyczne z 1524-1534, m.in. do: Albrechta pruskiego, królowej Bony, J. Decjusza, P. Tomickiego, Zygmunta Starego, Acta Tomiciana, t. 1 (1852) – t. 16 cz. 2 (1961)
- Fragm. listów z 1530-1537, m.in. do: Tidemana Giezego i kard. Pistoriusza, ogł. w przekł. polskim A. Grabowski Starożytności historyczne polskie, t. 2, Kraków 1840
- Do miasta Grudziądza, Lubawa, 15 kwietnia 1533, wyd. C. P. Woelky Urkundenbuch des Bisthums Culm, Gdańsk 1884, s. 745-747, nr 888
- Do Piotra Tomickiego, 1538 (tzw. Judicium meum de Luthero), ogł. F. Hipler „Nikolaus Kopernikus und Martin Luther”, Zeitschrift f. Geschichte u. Altertumskunde Ermlands, t. 4 (1869), s. 545-548, wyd. osobne: Braniewo 1868
- Fragm. 2 listów do T. Giezego, Heilsberg: 30 lipca 1538 i 4 lipca 1539, ogł. L. A. Birkenmajer Mikołaj Kopernik, Kraków 1900
- Do nieznanego adresata, Heilsberg, 13 lipca 1541, ogł. L. A. Birkenmajer Mikołaj Kopernik, Kraków 1900
- Od M. Drzewieckiego, Frankfurt, 3 lipca 1519 (współautor: Rafał Leszczyński), ogł. W. Pociecha „Polska wobec elekcji cesarza Karola V w r. 1519”, Wrocław 1947, Prace Wrocławskiego Towarzystwa Naukowego, seria A, nr 12, dodatek
- Listy i pisma urzędowe do Dantyszka z 1524-1534, m.in. od: Zygmunta Satrego, królowej Bony, kard. A. Hohenzollerna, Ł. Bonamico, S. Borka, J. Campensisa, J. Decjusza, M. Drzewieckiego, M. Ferbera, S. Hozjusza, A. Krzyckiego, H. Łaskiego, K. Szydłowieckiego, J. Tarnowskiego, P.Tomickiego, K. Ursina Weliusa, B. Wapowskiego, J. Zambockiego, Acta Tomiciana, t. 1 (1852) – t. 16 cz. 2 (1961)
- Fragm. listów do Dantyszka z 1524-1537, m.in. od: M. Drzewieckiego, S. Górskiego, H. Łaskiego, P. Tomickiego, ogł. w przekł. polskim A. Grabowski Starożytności historyczne polskie, t. 2, Kraków 1840
- List od królowej Bony, Wilno, 13 lipca 1529, oraz fragm. listów od księcia pruskiego Albrechta, Królewiec, 14 lutego i 2 kwietnia 1531, wyd. W. Pociecha „Królowa Bona (1494-1557). Czasy i ludzie Odrodzenia”, t. 4, Poznań 1958, Poznańskie Towarzystwo Przyjaciół Nauk, Wydział Historii i Nauk Społecznych, dodatek: s. 316-320 i s. 409
- Od Corneliusa Dupliciusa Scepperusa: Innsbruck, 25 stycznia 1533; Wiedeń, 18 i 27 marca, 8 października 1533, wyd. E. J. de Westhpalen Monumenta inedita rerum Germanicarum, praecipue Cimbricarum et Megapolensium, t. 3, Lipsk 1743
- Listy i fragm. listów do Dantyszka z 1533-1543, m.in. od: królowej Bony, F. Reicha, T. Giezego, ogł. L. A. Birkenmajer Mikołaj Kopernik, Kraków 1900
- Od Zygmunta Starego, Wilno, 1 maja 1534, ogł. T. Wierzbowski Materiały do dziejów piśmiennictwa polskiego, t. 1, Warszawa 1900, s. 45
- Od Mikołaja Kopernika z 1533-1541, ogł. przy wyd. De revolutionibus orbium coelestium, Warszawa 1854; D. Szulc „Nowe listy Kopernika”, Biblioteka Warszawska, 1857, t. 4 przekł. polski listu, Frombork, 11 kwietnia 1533, ogł. J. Wasiutyński Kopernik, twórca nowego nieba, Warszawa 1938, s. 385-386
- Od F. Melanchtona, 9 września 1533, ogł. F. Hipler Spicilegium Copernicanum, Braniewo 1873
- Od M. Kromera, Bononia, 1539; fragm. listów od B. Wapowskiego, Kraków, 5 i 15 marca 1533; wyd. M. Wiszniewski Historia literatury polskiej, t. 7, Kraków 1845, s. 386-387, 567-568 i przypisy
- Od Piotra Gamrata, Kraków 5 maja 1539, ogł. K. K. „Kilka drobnych wiadomości dziejowych”, Czas. Dodatek Miesięczny, 1857, t. 6, s. 60-61 (w przekł. polskim)
- Od S. Hozjusza z 1540-1541, wyd. F. Hipler i W. Zakrzewski „Stanislai Hosii Epistolae”, t. 1, Kraków 1879, Acta Historica Res Gestas Poloniae Illustrantia, t. 4
- Listy od S. Góreckiego z 1544-1547, wyd. w całości i we fragm. J. U. Niemcewicz Zbiór pamiętników historycznych o dawnej Polszcze, t. 4, Puławy 1830; wyd. 2 Lipsk 1839
- Od S. Górskiego, Kraków, 13 czerwca 1545, wyd. W. Zakrzewski „S. Górski i jego prace historyczne”, Rozpr. AU Wydz. Historyczno-Filozoficzny, t. 52, 1909, s. 308-311 (tu także list do anonima z 1545 roku)
- 40 listów od A. Waldeza, wyd. Homenaje à Menéndez y Pelayo Estudios de erudición Española, t. 1, Madryt 1899, s. 385-412 (pisma królewskie polecające i inne)
- Pisma królewskie wysuwające Dantyszka na godności kościelne z 1523, 1526 oraz pismo do Jana Bonera w sprawie Dantyszka z 1517, ogł. T. Wierzbowski Materiały do dziejów piśmiennictwa polskiego, t. 1, Warszawa 1900, s. 30, 34, 54-55

## Tłumaczenia poezji Dantyszka
- W 1973 roku Wydawnictwo Pojezierze wydało w nakładzie 3000 + 200 egz. Pieśni Jana Dantyszka wybrane i przetłumaczone z łaciny przez Annę Kamieńską[10] .